# Pedicellocyathus
Pedicellocyathus is een geslacht van koralen uit de familie van de Stenocyathidae.

## Soort
- Pedicellocyathus keyesi Cairns, 1995